# Xác Sơn
Xác Sơn (tiếng Trung: 确山县; bính âm: Quèshān Xiàn) là một huyện thuộc địa cấp thị Trú Mã Điếm, tỉnh Hà Nam, Trung Quốc.

### Trấn
| - Bàn Long (盘龙镇) - Trúc Câu (竹沟镇) - Nhiệm Điếm (任店镇) - Tân An Điếm (新安店镇) | - Lưu Trang (留庄镇) - Lưu Điếm (刘店镇) - Nghĩ Phong (蚁蜂镇) |

### Hương
| - Tam Lý (三里河乡) - Thạch Cổn Hà (石滚河乡) - Ngõa Cương (瓦岗乡) | - Tân Hoa Điếm (李新店乡) - Song Hà (双河乡) - Phổ Hội Tự (普会寺乡) |